# 7452 Izabelyuria
7452 Izabelyuria è un asteroide della fascia principale. Scoperto nel 1978, presenta un'orbita caratterizzata da un semiasse maggiore pari a 3,1120769 UA e da un'eccentricità di 0,1976678, inclinata di 2,73472° rispetto all'eclittica.